# Vuortatisjauratj
Vuortatisjauratj är en sjö i Jokkmokks kommun i Lappland och ingår i Luleälvens huvudavrinningsområde. Sjön har en area på 0,0975 kvadratkilometer och ligger 507 meter över havet. Vuortatisjauratj ligger i Udtja Natura 2000-område. Sjön avvattnas av vattendraget Naustajåkkå.

## Delavrinningsområde
Vuortatisjauratj ingår i det delavrinningsområde (736648-165435) som SMHI kallar för Inloppet i Naustajaure. Medelhöjden är 515 meter över havet och ytan är 27,5 kvadratkilometer. Det finns inga avrinningsområden uppströms utan avrinningsområdet är högsta punkten. Naustajåkkå som avvattnar avrinningsområdet har biflödesordning 5, vilket innebär att vattnet flödar genom totalt 5 vattendrag innan det når havet efter 260 kilometer. Avrinningsområdet består mestadels av skog (65 procent) och sankmarker (33 procent). Avrinningsområdet har 0,6 kvadratkilometer vattenytor vilket ger det en sjöprocent på 2,2 procent.